# ناصرآباد (چرام)
ناصرآباد روستایی در دهستان پشته ذیلائی بخش سرفاریاب شهرستان چرام استان کهگیلویه و بویراحمد ایران است.

## جمعیت
بر پایه سرشماری عمومی نفوس و مسکن در سال ۱۳۹۵ جمعیت این روستا ۲۱ نفر (۵خانوار) بوده‌است.